# 在家 (民屋)
在家（ざいけ）とは、住屋及びそれに付属する耕地及び住民のこと。荘園・公領における租税（年貢・公事・夫役）収取単位（在家役）としても用いられ、その負担者である住民のみを指す場合もある。

## 概要
中世において成立した収取体制においては、雑役系の公事・夫役は名田を収取単位として租税の賦課が行われていたが、名田が十分に確立されていない地域や供御人・神人など荘園・公領の支配体系に属しない人々（主に非農業民）から公事・夫役を収取するために在家を単位として賦課したのである。特に在地領主が名主化して百姓名（ひゃくしょうみょう）の成立が進まなかった東国や九州で在家役が多く課されている。在家を下人・所従と同様の従属民とする見方もあるが、在家の位置づけは地域によって異なっている上に、実際に領主の人格的支配が在家にまで及んでいたとする記録はない。検注によって在家が確定され、均等賦課を原則としていたが、検注帳に固定された在家を本在家、新たに在家したものを脇在家・新在家と称した。